# イーストプロビデンス (ロードアイランド州)
イーストプロビデンス（英: East Providence）は、アメリカ合衆国ロードアイランド州のプロビデンス郡にある都市。人口は4万7139人（2020年）。州都プロビデンスの東に位置しており、160万人を超えるプロビデンス都市圏の一部である。

## 歴史
1641年、プリマス植民地が今日のイーストプロビデンス（ワチェモケットからラムフォードまで）を含む広大な土地をインディアンから購入した。この土地には他に現マサチューセッツ州のレホボスやシーコンク、ロードアイランド州のポータケットの一部まで含まれていた。その4年後、プリマスのジョン・ブラウンがインディアンからかなり小さな土地を購入した。そこにはイーストプロビデンスの南部（リバーサイド）、バーリントンおよび現マサチューセッツ州のスワンシー小部分で構成されていた。最後は1661年、プリマスが「北部買収」を完成させ、そこには現マサチューセッツ州のアトルボロ、ノースアトルボロおよびロードアイランド州のカンバーランドの町ができた。この大きな開拓地の中心は「オールド・レホボス」と呼ばれることもあり、現在のイーストプロビデンスの市域に含まれている。1812年、オールド・レホボスの東側半分がマサチューセッツ州シーコンクと呼ばれる別のタウンシップとなった。オールド・レホボスの町の中心は現在オールド・シーコンクの中心部になっている。1862年、オールド・シーコンクの西側がロードアイランド州に割譲され、イーストプロビデンスとして自治体化された。

### ワチェモケット
南北戦争に先立つ数十年間、ワチェモケット・ポイントは恐らく住人数百人の農業と漁業の地帯に過ぎなかった。ワチェモケットは繁栄するプロビデンス市の対岸に位置していたので、プロビデンスが拡大することの恩恵を受けていた。さらに重要なことはプロビデンスとの間のシーコンク川に2つの橋が架かり、行き来が容易になったことだった。1869年代までにこのワシントン橋とセントラル橋の通行料が廃止されてワチェモケットの成長に大きな刺激となり、眠ったような漁業の村から1862年に自治体化されたイーストプロビデンスの町の重要な中核に変わって行った。ワチェモケットに入ってきた最初の事業はここを通る多くの旅人のために建てられた宿屋だった。ワチェモケットの住人は1870年代初期までに自分達の図書館を持った。最初はその組織者達が婦人図書館協会と名付けたが、1885年にワチェモケット自由公共図書館と名前を変えた。1880年代半ばにはワチェモケットが商業と住宅の中心になっていたが、さらに政治の中心にもなった。町役場がラムフォードからワチェモケットの中心部に遷されたので、容易に接することができるようになった。政治指導者はトーントン・アベニューに沿った土地を11,500ドルで購入し、1889年には2階建てのレンガ造り建物が開館した。同年、イーストプロビデンス警察署が町役場内にその事務所を構えた。1900年頃から世界恐慌の始まった1930年まで、プロビデンス、フォールリバー、ニューベドフォードおよびポルトガルから多くのポルトガル人移民がイーストプロビデンスに入ってきた。1905年までに町には400人以上のポルトガル人がおり、州内でもその多さは3番目になった。ポルトガル人は他の少数民族と同様に、主に仕事を求めてイーストプロビデンスに来ていた。ワチェモケット地区には多くの雇用機会があり、多くの移民が入った。

### ラムフォード
1862年に町制を布いてから暫くの間、古い「緑の環」周辺の地域がイーストプロビデンスの中心と呼ばれていた。正式な町役場が1889年までここに置かれ、幾つかの教会もあった。さらにテンマイル川にそって多くの農場や工場がありイーストプロビデンスの人口中心でもあった。その後イーストプロビデンスの人口中心がワチェモケットに移っていった。

### リバーサイド
ワナモイセットを購入した1645年から南北戦争まで、ワチェモケットからバロックス・ポイントに至る海岸はほとんど人の住まない農業と漁業の地のままだった。イーストプロビデンスが町制を布いたとき、数百名に過ぎない住人がその海岸の集落を住処にしていた。白人開拓者はまずワンパノアグ・インディアンからこの地域で甲殻類が豊富に獲れることを学んだ。2世紀以上後でもワナモイセットの海岸を洗っているナラガンセット湾の海には豊富な食用水産資源があった。ハマグリやホンビノスガイ、カキをワナモイセットの住人が獲ってプロビデンスで売った。例えばアーノルド・メドベリーは鋤を海岸に持っていて、たくさんのハマグリを獲り始めた。彼はその貝類を荷車に積んで運び、1日の収穫分をプロビデンスで容易に売り捌いた。当時メドベリーやその隣人達は軽蔑的な田舎ものに喩えられる見下した表現で「ハマグリ掘り」と呼ばれていた。
19世紀初期には既に、個人が夏の家を建てることが始まっており、村の人口は2倍の500人ないし600人になった。この時期にシーダー・グローブ、ルイス・ステーション、チムニー・コーナーズ、ペックス・コーナー、プレザント・ブラフス、サビンズ・ポイント、シャーマンズ・ステーションおよびポマムといった地区が発展した。ポマム・ハウスのような新しいリゾート施設が建設された。多くの道路は街路樹や家屋で縁取られ、キリスト教会が立ち、図書館が建設され、1878年にはナラガンセット・エンジン会社が設立された。この頃には住民はもはや「ハマグリ掘り」ではなく、町の住人と見なされた。多くの経済活動が行われる中で、チャールズ・I・D・ルーフがリバーサイドに来た。彼はニューヨークの家具商の木彫り師であり、余暇の時間を地下室で趣味の木馬を彫って過ごした。彼は何年も懸命に働いた後で、蒸気駆動の回転木馬を作り上げ、それをクレセント公園に売った。彼がその回転木馬を動かし、夏のレクリエーション地区を設計した。1900年代初期までにニューイングランドの人々はクレセント公園を地域でもトップクラスの遊園地と見なすようになっていた。ルーフは夢のある事業を完成させ、その死後も彼の家族がクレセント公園の運営を継続した。

## 地理
イーストプロビデンスは北緯41度48分49秒 西経71度22分12秒 / 北緯41.81361度 西経71.37000度に位置する。
アメリカ合衆国国勢調査局に拠れば、市域全面積は16.6平方マイル (43.0 km2)、このうち陸地は13.4平方マイル (34.7 km2)、水面は3.2平方マイル (8.3 km2)で水域率は19.33％である。
次の「ビレッジ」（Village）と呼ばれる地区がイーストプロビデンス市内に位置している。
- イーストプロビデンス・センター
- リバーサイド
- ラムフォード

## 市政
イーストプロビデンス市は5人の委員からなる市政委員会で運営されている。委員の任期は2年間で、4人が市内の選挙区から、1人が全市から選出される。市政委員会は市の政策と条例を設定する。市政委員会の任期の初めに委員の中から市長（現市長はジョセフ・ラリサ・ジュニア）を選出し、市法務官、市事務官および幾つかの儀礼的役職者を指名する。
市の日々の運営は市政委員会によって選ばれ固定契約で勤めるシティ・マネジャー（現在はリチャード・ブラウン）が行う。シティ・マネジャーは法務官と事務官を除く市の雇員全てを採用し、市政の運営にあたる。シティ・マネジャーは職業的な資格として、経営学修士、行政学修士あるいはこれらに相当する学位を持っていることを条例で求められている。
また市政委員会と同じ年の夏に選出される教育委員会もある。図書館信託理事会やその他様々な統治と助言の理事会と委員会は市政委員会が指名する。

## 最近の発展
イーストプロビデンス市は、14マイル (22 km) に伸びるシーコンク川の岸大半にある古い工業地帯と跡地を住宅、商業および軽工業の混合用地として再開発することを任務とした委員会を創設した。

## 人口動態
以下は2000年の国勢調査による人口統計データである。
| 基礎データ - 人口: 48,688人 - 世帯数: 20,530世帯 - 家族数: 12,851家族 - 人口密度: 1,401.8人/km2（3,632.1人/mi2） - 住居数: 21,309軒 - 住居密度: 613.5軒/km2（1,589.6軒/mi2） 人種別人口構成 - 白人: 86.49% - アフリカン・アメリカン: 5.02% - ネイティブ・アメリカン: 0.46% - アジア人:1.15% - 太平洋諸島系: 0.05% - その他の人種: 2.80% - 混血: 4.038% - ヒスパニック・ラテン系: 1.89% 住民の中にはポルトガル、アゾレス諸島およびカーボベルデからの移民が多い。 年齢別人口構成 - 18歳未満: 21.7% - 18-24歳: 7.4% - 25-44歳: 29.4% - 45-64歳: 22.6% - 65歳以上: 18.9% - 年齢の中央値: 40歳 - 性比（女性100人あたり男性の人口） - 総人口: 86.8 - 18歳以上: 82.6 | 世帯と家族（対世帯数） - 18歳未満の子供がいる: 27.1% - 結婚・同居している夫婦: 46.3% - 未婚・離婚・死別女性が世帯主: 12.7% - 非家族世帯: 37.4% - 単身世帯: 32.4% - 65歳以上の老人1人暮らし: 14.6% - 平均構成人数 - 世帯: 2.33人 - 家族: 2.99人 収入と家計 - 収入の中央値 - 世帯: 39,108 米ドル - 家族: 48,463米ドル - 性別 - 男性: 34,342米ドル - 女性: 26,423米ドル - 人口1人あたり収入: 19,527米ドル - 貧困線以下 - 対人口: 8.6% - 対家族数: 6.3% - 18歳以下: 10.7% - 65歳以上: 11.0% |

## 教育
イーストプロビデンス市内には公立と私立の学校がある。公立の小学校は8校、中学校は2校ある。公立の高校はグローブ・アベニュー教育開発センター、イーストプロビデンス地域職業技術センター、およびイーストプロビデンス高校である。私立の学校は4校ある。

## 国指定歴史登録財
- ビックネル・アーミントン・ライトニング・スプリッターの家
- ボストン・アンド・プロビデンス鉄道橋
- ブリジャム農園
- カーペンター・レイクサイド・アンド・スプリングベイル墓地
- クレセント公園のルーフの回転木馬（アメリカ合衆国国定歴史建造物）
- ナサニエル・ダゲットの家
- ジェイムズ・デニスの家
- 第6地区校舎
- リトルネック墓地
- ニューマン墓地
- ニューマン会衆派教会
- オッドフェローのホール
- ポマムロックス灯台
- リッチモンド製紙会社工場
- ラムフォード化学会社と工場歴史地区
- ラムフォード歴史地区
- スカンタム協会
- セントマリーズ・エピスコパル教会
- フィリップ・ウォーカーの家
- ウィットコム農園
- 第一次世界大戦記念碑

## 著名な住人
- クラウディア・ジョーダン - テレビとラジオのパーソナリティ、1997年ミス・ロードアイランド
- レベッカ・ディピエトロ - モデル、2006年WWE・女子王座戦参加者
- メレディス・ビエイラ - NBCの報道番組トゥデイのホスト
- デイビー・ロープス - メジャーリーグベースボールの元選手、ロサンゼルス・ドジャースなど
- エステス・バディ・ロジャーズ - アメリカンフットボールの選手、メリーランド・テラピンズ
- アルナー・シェパードソン・アベル（1806年–1888年） - イーストプロビデンス生まれ、プロビデンス・パトリオットで修行、後にフィラデルフィア・パブリック・レッジャーとボルティモア・サンを発行[5]
- ジェイミ・シルバ - NFLの選手、インディアナポリス・コルツ
- ペドロ・ブラス - サッカーのプロ選手
- ロン・ウィルソン - オリンピックのアメリカ・アイスホッケー・コーチ、トロント・メイプルリーフスのコーチ
- ケビン・ロビンソン - 自転車モトクロス競技のプロ選手
- デニス・レイ・ボイド - 「オイル・カン・ボイド」の愛称で知られる1980年代にボストン・レッドソックスなどで活躍した元メジャーリーガー　(投手)